# Melainotettix
Melainotettix is een geslacht van rechtvleugeligen uit de familie doornsprinkhanen (Tetrigidae). De wetenschappelijke naam van dit geslacht is voor het eerst geldig gepubliceerd in 1939 door Günther.

## Soorten
Het geslacht Melainotettix omvat de volgende soorten:
- Melainotettix buergersi Günther, 1938
- Melainotettix gibbosus Bolívar, 1898
- Melainotettix rammei Günther, 1938
- Melainotettix reductus Günther, 1936
- Melainotettix schlaginhaufeni Günther, 1934